# كلفن فان دير ليند
كلفن فان دير ليند (بالإنجليزية: Kelvin van der Linde)‏ هو سائق سباق جنوب أفريقي، ولد في 20 يونيو 1996 في جوهانسبرغ في جنوب أفريقيا.

## وصلات خارجية
- الموقع الرسمي
- كلفن فان دير ليند على موقع DriverDB.com (الإنجليزية)